# Dryopteris tingiensis
Dryopteris tingiensis är en träjonväxtart som beskrevs av Ren-Chang Ching, Amp; S. K. Wu och Fraser-jenk. Dryopteris tingiensis ingår i släktet Dryopteris och familjen Dryopteridaceae. Inga underarter finns listade.